# Pentu

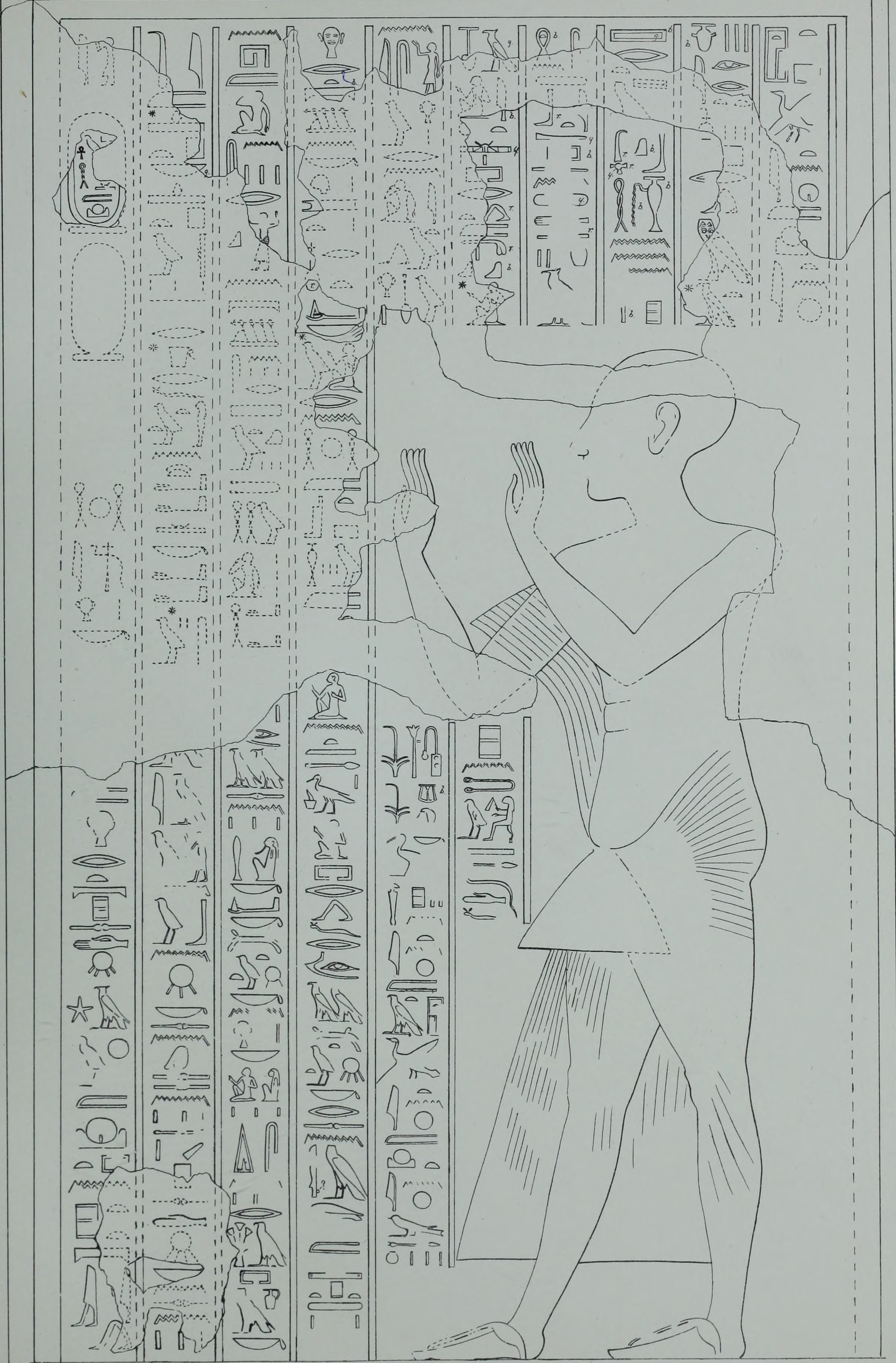
Pentu ábrázolása sírjában

Pentu (pnṯw) ókori egyiptomi orvos a XVIII. dinasztia idején, Ehnaton uralkodása alatt. A fáraó udvari orvosa volt, címei: „Alsó-Egyiptom királyának pecsétőre; egyetlen társ; a Két Föld urának kísérője; a jó isten kegyeltje; királyi írnok; a király alárendeltje; Aton első szolgája ahet-atoni birtokán (ez a nagy Aton-templom korabeli neve volt); az orvosok elöljárója; kamarás.”
Egy felirat, melyet 2012-ben találtak a Dejr Abu Hinnisz-i kőfejtőben, arról számol be, hogy Ehnaton uralkodása 16. évében, ahet évszak 3. havának 15. napján  követ fejtettek itt a kis Aton-templomban zajló építkezésekhez, Pentu királyi írnok vezetésével. Az itt említett Pentu azonos lehet az amarnai 5. sír tulajdonosával; mivel jelentős papi pozíciót töltött be Aton papságában, nem lehetett véletlen, hogy őrá bízták a kövek beszerzésének felügyeletét.
Úgy tűnik, Pentu túlélte Ehnatont, és Ay uralkodása alatt is életben volt még. Tutanhamon alatt szolgált egy Pentu nevű vezír, aki talán azonos vele, de ez messze nem biztos.

## Sírja
Sírja a királysírnak helyet adó váditól északra elhelyezkedő hat sír, az ún. Északi sírok közül az EA5 jelet viselő. A sír az amarnai sírokra jellemzően egyenes tengelyű; Jahmesz sírjához (EA3) hasonlóan az egyszerűbb alaprajzúak közé tartozik az amarnai sírok közül, és ahhoz hasonlóan a sírt díszítő művészek itt is kénytelenek voltak vakolattal fedni a rossz minőségű sziklafalat, hogy díszíteni lehessen. Pentu maradványait nem találták meg, valószínűleg nem ide temették.